# اسکیمیا ژاپنی
اسکیمیا ژاپنی(نام علمی: Skimmia japonica) نام یک گونه از تیره سدابیان است.